# 플라이 (프로게이머)
플라이(본명: 송용준, 1996년 2월 25일 ~ )는 대한민국의 리그 오브 레전드 프로게이머로 아이디는 Fly이다. 포지션은 미드라이너이다.

## 선수 생활
2013년 6월, CTU에 입단하면서 프로 커리어를 시작했다.
2014년 1월, 진에어 그린윙스 스텔스에 입단했다. 진에어에서 2014 서머 시즌 8강 진출에 기여했다.
2015시즌을 앞두고 인빅투스 게이밍에 입단했다. 이후 IG의 2팀인 영 글로리에 합류했다.
2016 시즌을 앞두고 KT 롤스터에 입단했다. 스프링 시즌부터 KT의 주전 미드라이너로 활동했다. 그로서 스프링 시즌 팀의 포스트 시즌 진출에 기여했다. 서머 시즌에서도 팀의 주전 자리를 차지하면서 팀의 서머 시즌 결승 진출에 기여했다. 하지만 결승전 당일 40도가 넘는 고열이 발생했으므로 투혼을 강행하는 모습을 보여주었다. 그러나 팀은 결승전에서 락스 타이거즈에 패배하면서 우승에 실패했다. 
2016 시즌 종료 이후 KT를 퇴단했다. 이후 롱주 게이밍에 입단했다. 롱주에서는 스프링 시즌부터 팀의 주전으로 출전했다. 하지만 스프링 시즌에서는 좋지 못한 모습을 보여주었다.
2017 서머 시즌을 앞두고 롱주 게이밍에서 퇴단했다. 이후 북미 2부리그의 골드 코인 유나이티드에 입단했다. 골드 코인에서는 팀 내 주전 미드라이너로 출전하면서 팀의 2부리그 우승에 기여했다. 하지만 팀의 승격에는 실패했다.
2018 시즌을 앞두고 북미 리그의 플라이퀘스트에 입단했다. 플라이퀘스트에서는 오락가락하는 모습을 보여주었다.
2018 서머 시즌을 앞두고 Gen.G에 입단했다. 젠지에서는 부활한 모습을 보여주면서 팀의 주전 미드라이너로 도약했다. 이와 같은 활약을 통해 팀의 상승세를 이끌며 팀의 포스트시즌에 진출하는데 기여했다. 서머 시즌 이후 선발전에 참가했다. 선발전 첫 경기인 SK텔레콤 T1과의 경기에서 선발 출전했다. 하지만 1세트 패배 이후 크라운으로 교체되었다. 이후에는 크라운에 밀려 선발전에 출전하지 못했다. 2018 롤드컵에는 팀이 진출했으나 플라이는 로스터에서 제외되어 출전하지 못했다.
2019시즌을 앞두고 젠지에 잔류했다. 하지만 스프링 시즌 좋지 않은 모습을 보여주었으며 로치와 번갈아가면서 출전했다. 서머 시즌에는 초반 쿠잔에게 주전이 밀렸다. 하지만 서머 중반 다시 주전 자리에 복귀했으며 이후 좋은 모습을 보여주었다. 하지만 시즌 막판에서는 오락가락한 모습을 보여주면서 리치에게 주전을 내주었다.
2020시즌을 앞두고 아프리카 프릭스에 입단했다. 스프링 시즌 아프리카에서 주전으로 출전했지만 좋지 않은 모습을 지속적으로 보여주었다. 2020 서머에서는 스프링 보다 좋은 모습을 보여주었으며 팀의 포스트 시즌 진출에 기여했다.
2021 스프링 시즌에서도 팀의 주전 미드라이너로 출전했다. 플라이는 팀이 좋지 못한 모습을 보이는 중에 분전하였으나 팀은 포스트 시즌 진출에 실패했다. 서머 시즌에서도 팀의 주전 미드라이너로 낙점되었다. 2021년 7월 7일에 치러진 농심 레드포스와의 경기에서 LCK 통산 400경기 출전을 기록했다. 2021년 7월 29일에 치러진 DWG KIA와의 경기에서는 LCK 통산 1000킬을 기록했다. 플라이는 서머 시즌 동안 좋은 모습을 보여주었으며 팀의 포스트시즌 진출에 기여했다. 2021시즌 종료 후 팀에서 퇴단했다.

## 소속팀
| # | 팀명                   | 소속 기간               | 소속 리그 | 비고 |
| - | ---------------------- | ----------------------- | --------- | ---- |
| 1 | CTU                    | 2013.06 ~ 2013.11       | LCK       |      |
| 2 | 진에어 그린윙스 스텔스 | 2014.01.28 ~ 2014.12.01 | LCK       |      |
| 3 | 영 글로리              | 2014.12.01 ~ 2015.12.02 | LSPL      |      |
| 4 | KT 롤스터              | 2015.12.02 ~ 2016.11.28 | LCK       |      |
| 5 | 롱주 게이밍            | 2016.12.06 ~ 2017.05.20 | LCK       |      |
| 6 | 골드 코인 유나이티드   | 2017.05.20 ~ 2017.11.21 | NACS      |      |
| 7 | 플라이퀘스트           | 2017.11.30 ~ 2018.04.28 | LCS       |      |
| 8 | Gen.G                  | 2018.05.18 ~ 2019.11.18 | LCK       |      |
| 9 | 아프리카 프릭스        | 2019.11.19 ~ 2021.11.16 | LCK       |      |

## 수상 내역
- 코카콜라 제로 리그 오브 레전드 챔피언스 코리아 서머 2016 준우승
- 리그 오브 레전드 챌린저 시리즈 스프링 2017 우승
- 2018 LoL KeSPA컵 준우승
- 2019 LoL KeSPA컵 울산 우승